# Inti Raymi

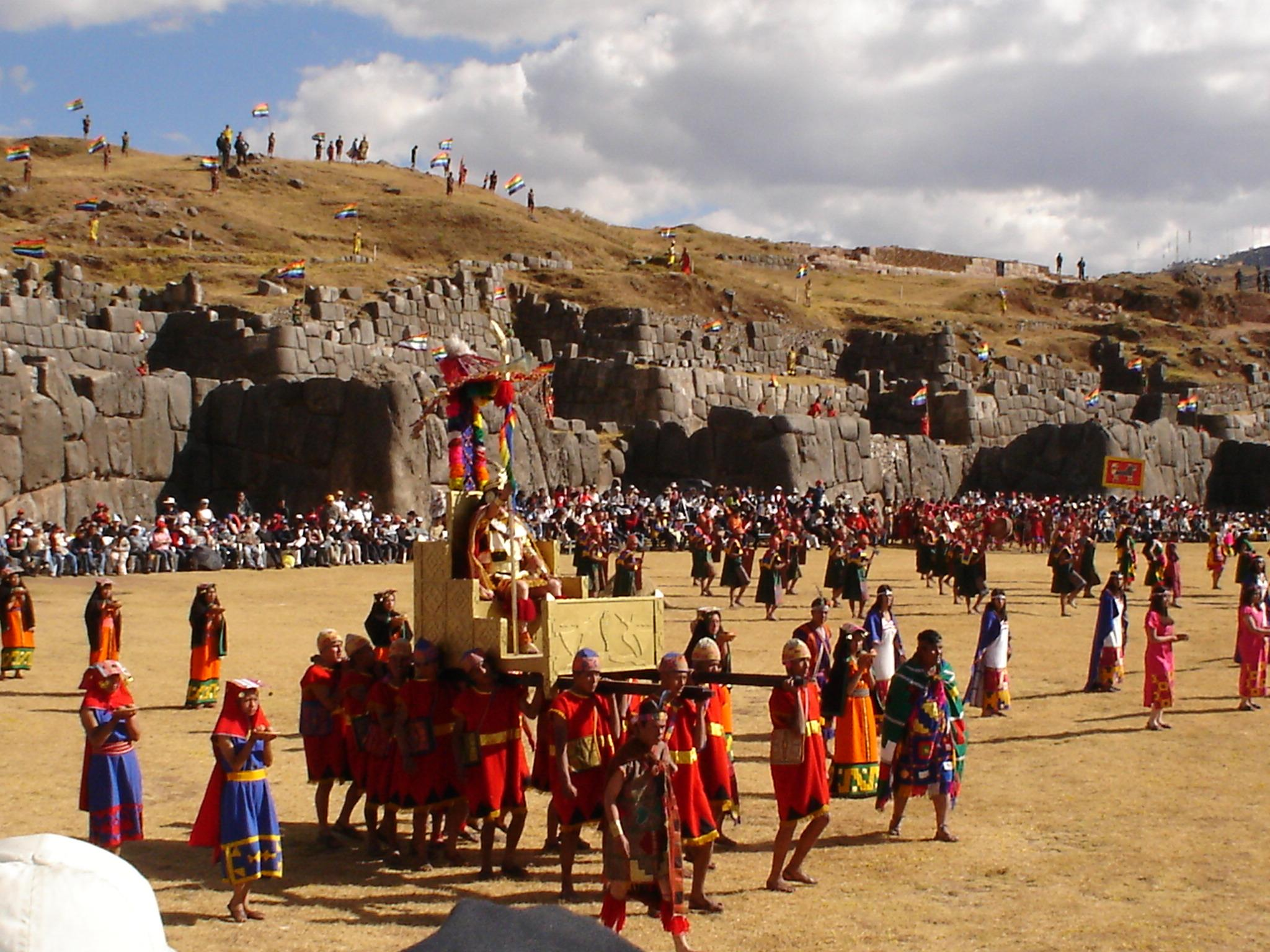
Inti Raymi, Sacsayhuamán, Cusco

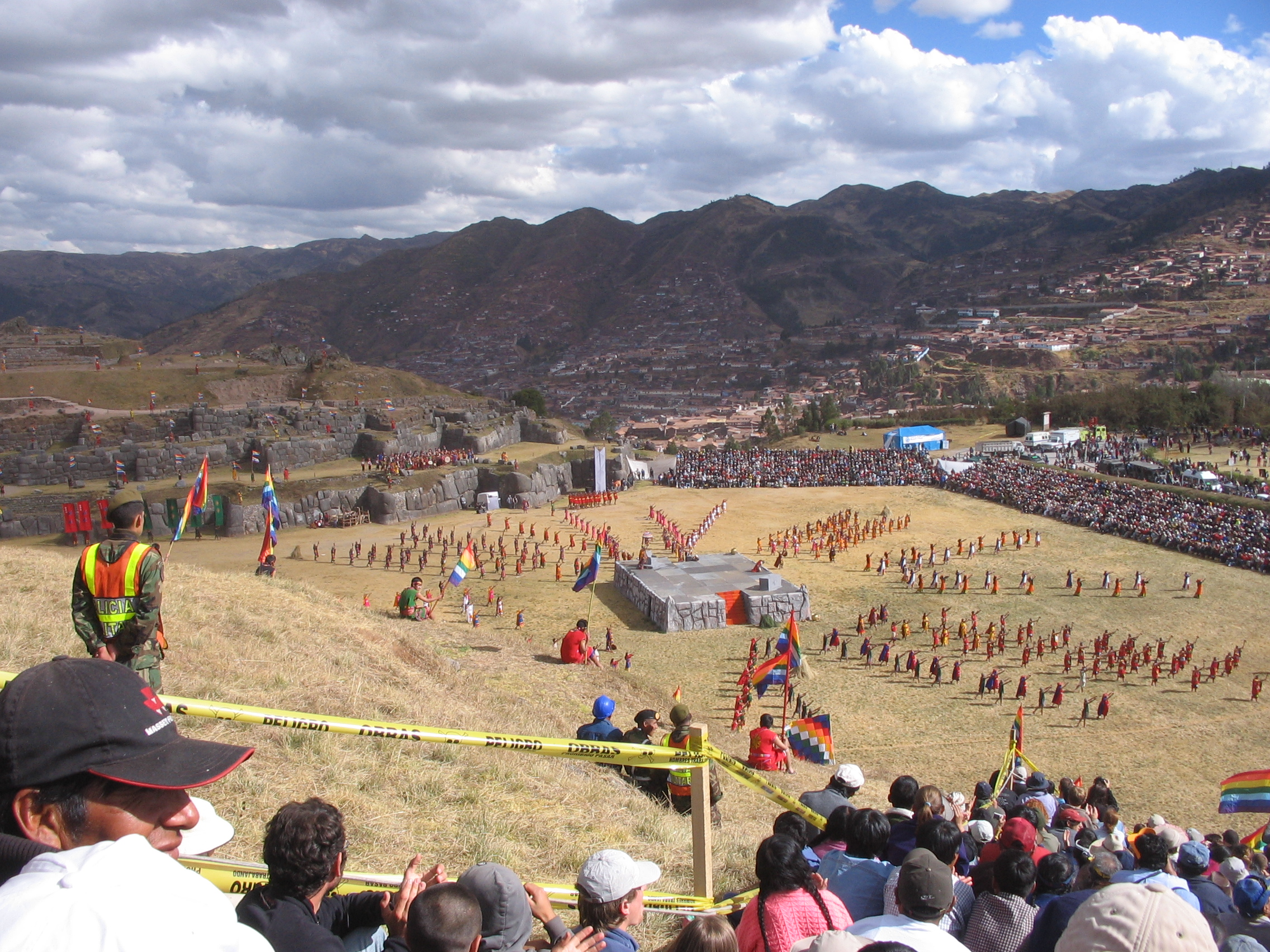
Inti Raymi, Sacsayhuamán, Cusco (2007/06/24)

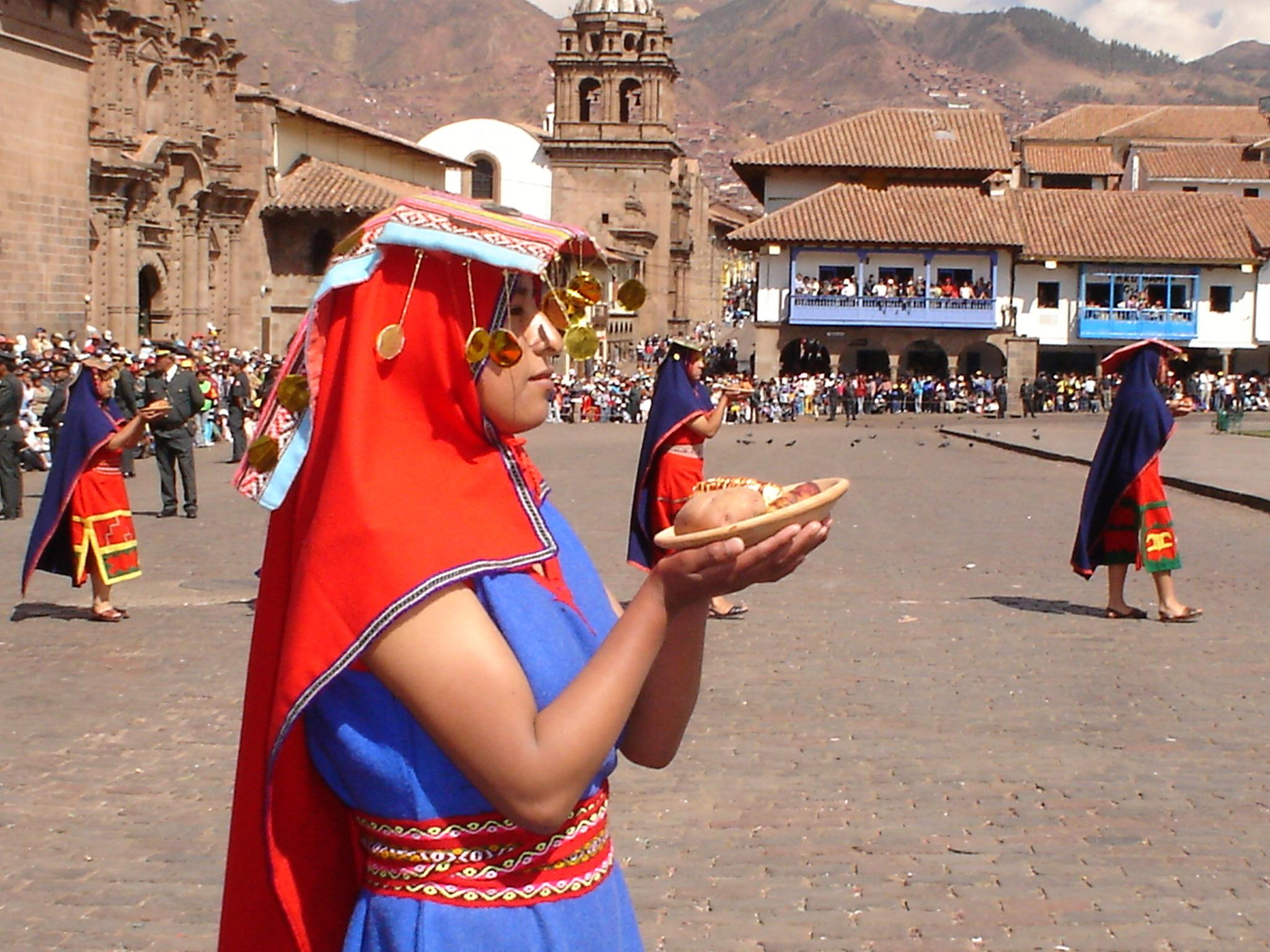
Inti Raymi, Cusco, Huacaypata, 2005

Das Inti Raymi (Quechua für „Fest der Sonne“, inti „Sonne“, raymi „Fest“) war eine religiöse Zeremonie der Inkas zu Ehren der Sonne (Inti). Es fand zur Zeit der Wintersonnenwende der südlichen Erdhalbkugel, also gewöhnlich am 21. Juni in der Inkahauptstadt Cusco auf der Waqaypata („Platz der Tränen“) statt und war gleichzeitig das Neujahrsfest im Andenraum. Seit 1944 finden jährlich am 24. Juni auf den Inkamauern von Sacsayhuamán bei Cusco Theaterdarstellungen des Inkafestes statt, zu denen tausende Touristen und Besucher aus der Umgebung kommen.
Inca Garcilaso de la Vega berichtet, dass das Inti Raymi die wichtigste Feierlichkeit in der Inkazeit war. Die Zeremonie soll hiernach auch symbolisch den mythischen Ursprung der Inkas wiedergegeben haben. Die Feierlichkeiten dauerten neun Tage mit bunten Tänzen und Prozessionen. Gebete für gute Ernten waren mit Tieropfern verbunden.
Das letzte Inti Raymi fand 1535 – nach der Eroberung durch die Spanier – in Gegenwart von Manco Cápac II. statt. Anschließend verboten die Spanier und die Römisch-katholische Kirche das Fest. Ähnliche Zeremonien fanden in Peru auch in den folgenden Jahren noch statt, wurden aber 1572 durch den Vizekönig Francisco de Toledo streng verboten.
Faustino Espinoza Navarro, langjähriger Vorsitzender der Academia Mayor de la Lengua Quechua, und andere indigene Künstler und Schauspieler belebten die Feierlichkeiten 1944 wieder. Als Grundlage dienten die Schilderungen von Garcilaso de la Vega.

## Sammlungen
United Festivals Weltarchiv, Wien